# Tomas Asklund
Pour les articles homonymes, voir Asklund.
 (avril 2017).
Si vous disposez d'ouvrages ou d'articles de référence ou si vous connaissez des sites web de qualité traitant du thème abordé ici, merci de compléter l'article en donnant les références utiles à sa vérifiabilité et en les liant à la section « Notes et références ».
Tomas Asklund, ou Alzazmon, est un batteur principalement connu pour ses participations dans des groupes de black metal/death metal comme Dissection, Dark Funeral, Infernal et Dawn, mais il a également joué pour des groupes/projets de différents genres de musique, et il compose et enregistre sans cesse ses propres compositions dans son studio, Monolith.

## Groupes actuels
- Gorgoroth (black metal norvégien)
- Dawn (Melodic Black/Death metal) l'album a été enregistré en 2008
- Head of War (Death Metal) l'album a été enregistré en 2008

## Discographie

### Dissection
- Reinkaos (2006)
- Rebirth of Dissection (DVD) (2006)
- Maha Kali (MCD) (2004)

### Infernal
- Summon Forth the Beast (MCD) (2002)

### Necromicon
- Peccata Mundi (2000)

### Dark Funeral
- Vobiscum Satanas (1998)